# 이으뜸
이으뜸(1989년 9월 2일 ~ )은 대한민국의 축구 선수로 현재 광주 FC에서 풀백으로 활약하고 있으며 주로 왼발을 사용한다.

## 프로 입단 전
1989년 9월 2일 강원특별자치도 춘천시에서 태어나 춘천 부안초등학교에서 처음 축구를 시작하여 영희초등학교로 진학하며 완전히 서울로 상경했다.
이후 서울 중동중학교로 진학했고 2학년 때는 연천중학교로 전학하여 졸업한 뒤 대신고등학교로 진학했으며 대신고등학교 1학년 때는 1년간 브라질 상파울루로 축구 유학을 다녀오면서 1년을 유예했다.
그 후 대신고등학교 3학년 때 마지막 대회에서 좋은 모습을 펼치며 결국 용인대학교 09학번으로 진학했고 용인대학교 진학 후 2학년 1학기가 끝나가던 시점에 당시 용인대 코치였던 이장관 현 전남 드래곤즈 감독의 추천으로 포지션을 윙백으로 변경한 뒤 이장관 감독의 지휘하에 U리그 정상급 좌측 윙백으로 성장했다.

## 클럽 경력

### FC 안양
2013 K리그 드래프트에서 창단팀 FC 안양에 2라운드 전체 19번째로 지명되며 창단 멤버로 프로에 정식 입문했고 이후 2013 시즌 전반기에는 발목 인대가 파열되는 큰 부상을 입으며 단 1경기의 공식전에도 출전하지 못했다.
그러다가 2013년 9월 29일 고양 자이크로와의 2013년 K리그2 26라운드 원정 경기에서 부상을 당한 이상우 대신 출전하며 마침내 프로 데뷔전을 치렀고 2013 시즌 잔여 경기에서 주전으로 출전하며 10경기 1어시스트를 기록했다.
그리고 고향팀인 강원 FC와의 2014년 K리그2 홈 개막전에서 후반 44분 극적인 결승골을 터뜨렸고 리그에서도 31경기에 나서는 등 이우형 감독하에 팀의 주전으로 맹활약했지만 팀은 2013 시즌에 이어 2시즌 연속 5위에 머무르며 승강 플레이오프에 오르지 못했다.

### 광주 FC1기
2015 시즌을 앞두고 K리그1 승격팀인 광주 FC와 입단 계약을 체결했고 이적 직후 정호정과 주전 경쟁을 펼치기도 했으나 시즌 중반부터 광주의 붙박이 주전 수비수로 활약하기 시작했다.
물론 1번 퇴장을 당하기도 했지만 이내 다시 복귀하여 리그 24경기 4어시스트를 기록하며 광주의 K리그1 잔류에 이바지했고 2016 시즌에서도 초반 정동윤에게 주전 자리를 빼앗기는 듯 했으나 5월 이후 다시 주전 자리를 되찾은 끝에 전 시즌과 동일한 수치의 경기 출전과 어시스트를 기록하며 광주의 2년 연속 K리그1 잔류를 이끄는 등 K리그1에서도 수준급 왼쪽 풀백 자원임을 확실히 증명했다.

### 아산 무궁화
2016 시즌 종료 후 아산 무궁화에 합격하며 본격적으로 병역의 임무를 수행하기 시작했고 물론 2017년 K리그2에서 아산의 플레이오프 진출에는 일조했음에도 불구하고 입대 동기인 이주용과의 주전 경쟁에서 밀려 공식전 15경기 1어시스트를 기록하는데 머물렀다.
하지만 아산에서의 고별전인 서울 이랜드와의 2018년 K리그2 16라운드 홈 경기에서 이재안의 선제골 어시스트를 통해 시즌 첫 공격포인트를 올리며 팀의 3-0 승리에 일조한 후 아산에서의 군 복무를 마무리했다.

### 광주 FC 2기
아산에서의 경찰 복무를 마치고 광주로 복귀한 후 2019 시즌 30경기 5골 3어시스트를 기록하며 광주의 창단 첫 리그 우승과 함께 3년만의 K리그1 복귀에 앞장섰고 이와 더불어 2019 시즌 베스트 11에도 선정되는 등 최고의 한 시즌을 보냈다.
그 후 2022 시즌에서도 9개의 어시스트로 리그 어시스트 부문 2위에 오르며 3년만의 리그 우승 및 1년만의 K리그1 복귀에 크게 앞장서는 등 현재까지도 광주의 붙박이 주전 수비수로 맹활약하고 있다.

## 수상

### 클럽
광주 FC
- K리그1 : 3위 (2023)
- K리그2 : 우승 (2019, 2022)

아산 무궁화
- K리그2 : 3위 (2017)

### 개인 수상
- K리그2 베스트 11 : 2019

## 가족 관계
- 배우자: 김지선
  - 슬하 있음 (2025년 5월 19일 ~ )